# Hesja
Hesja (niem. Hessen) – kraj związkowy w zachodniej części Niemiec. Stolicą kraju związkowego jest Wiesbaden.

## Geografia
Największe miasta (których liczba mieszkańców 31 grudnia 2022 przekraczała 50 000):
1. Frankfurt nad Menem 773 068
2. Wiesbaden 283 083
3. Kassel 204 202
4. Darmstadt 162 243
5. Offenbach am Main 134 370
6. Hanau 101 364
7. Gießen 94 146
8. Marburg 77 845
9. Fulda 69 968
10. Rüsselsheim am Main 67 277
11. Bad Homburg vor der Höhe 54 996
12. Wetzlar 54 187

Rzeźba terenu jest zróżnicowana. Tereny górzyste to: Rhön (Wasserkuppe 950,2 m n.p.m.), Taunus (Großer Feldberg 881,5 m), Vogelsberg (Taufstein 773,0 m), Westerwald (Fuchskaute 657,3 m), Knüllgebirge (Eisenberg 635,5 m), Odenwald (Katzenbuckel 626,0 m), Spessart (Geiersberg 585,0 m), poprzedzielane dolinami następujących rzek: Ren, Men, Neckar, Lahn i Wezera. Największe równiny leżą w obszarze regionu Ren-Men i Wetterau.

## Podział administracyjny

### Powiaty ziemskie (Landkreise)

Powiaty w Hesji

| Rejencja Darmstadt | Rejencja Gießen | Rejencja Kassel |
| --- | --- | --- |
| 1. powiat Bergstraße (HP) 2. powiat Darmstadt-Dieburg (DA) 3. powiat Groß-Gerau (GG) 4. powiat Hochtaunus (HG) 5. powiat Main-Kinzig (MKK) 6. powiat Main-Taunus (MTK) 7. powiat Odenwald (ERB) 8. powiat Offenbach (OF) 9. powiat Rheingau-Taunus (RÜD) 10. powiat Wetterau (FB) | 1. powiat Gießen (GI) 2. powiat Lahn-Dill (LDK) 3. powiat Limburg-Weilburg (LM) 4. powiat Marburg-Biedenkopf (MR) 5. powiat Vogelsberg (VB) | 1. powiat Fulda (FD) 2. powiat Hersfeld-Rotenburg (HEF) 3. powiat Kassel (KS) 4. powiat Schwalm-Eder (HR) 5. powiat Werra-Meißner (ESW) 6. powiat Waldeck-Frankenberg (KB) |

### Miasta na prawach powiatu (Kreisfreie Städte)
- Darmstadt (DA)
- Frankfurt nad Menem (F)
- Kassel (KS)
- Offenbach am Main (OF)
- Wiesbaden (WI)

## Polityka
Podstawą polityki kraju związkowego jest Konstytucja Hesji z dnia 1 grudnia 1946. Landtag składający się z 110 deputowanych jest wybierany co pięć lat.

## Historia
Obecna Hesja, jako kraj związkowy powstała stosunkowo niedawno, bo pod okupacją amerykańską po II wojnie światowej, ale jej historia zaczęła się w XIII wieku. We wczesnym średniowieczu Hesja była częścią Turyngii. Jako samodzielne państwo powstała w roku 1264 po wojnie o sukcesję w Turyngii, a jej pierwszym władcą (landgrafem) został młodszy syn księcia Brabancji Henryka II, Henryk I Dziecię (Heinrich I das Kind).
Największe znaczenie Hesja miała za panowania jej ostatniego władcy Filipa Wielkodusznego, który przyjął wyznanie protestanckie w 1524 roku, a następnie podjął kroki do utworzenia sojuszu obronnego grupującego państwa protestanckie. Wraz z jego śmiercią w roku 1567 Hesja podzielona została między jego czterech synów z pierwszego małżeństwa, na cztery mniejsze państwa – Hesja-Kassel, Hesja-Darmstadt, Hesja-Rheinfels i Hesja-Marburg. Znalazły się one w związku Świętego Cesarstwa Rzymskiego. Z czasem powstały kolejne państwa heskie: w 1622 Hesja-Homburg, w 1627 Hesja-Rotenburg, w 1760 Hesja-Hanau. Poza państwami heskimi istniały tu także inne kraje, m.in. Elektorat Moguncji, Księstwo Solms-Braunfels, Hrabstwo Hanau (od którego odłączyło się Hanau-Münzenberg), Hrabstwo Isenburg oraz wolne miasta Frankfurt nad Menem, Wetzlar, Gelnhausen, Friedberg.
Ostatecznie do roku 1806, czyli do przekształcenia małych państw w Wielkie Księstwo Hesji przetrwały tylko Hesja-Kassel i Hesja-Darmstadt. W XIX wieku w Hesji na dużą skalę zaczął rozwijać się handel. W czasie rewolucji przemysłowej nad brzegami Menu zaczęły powstawać duże koncerny (np. Opel – początkowo firma produkowała maszyny do szycia, później rowery, a w końcu samochody). Był to też czas, gdy arystokracja próbowała skłócić ze sobą Austrię i Prusy. W roku 1806, po likwidacji Świętego Cesarstwa Rzymskiego, hrabstwo krajowe Hesja-Darmstadt na skutek akcji podjętej przez Napoleona podniesione zostało do rangi Wielkiego Księstwa. W 1867 roku północna część Wielkiego Księstwa (Oberhessen, tzn. Górna Hesja) stała się częścią Związku Północnoniemieckiego (Norddeutscher Bund), podczas gdy druga połowa Wielkiego Księstwa, leżąca na południe od rzeki Men (Starkenburg i Hesja Reńska zwana Rheinhessen) pozostały poza tym związkiem. W 1870 roku Wielkie Księstwo Hesji stało się częścią Cesarstwa Niemieckiego, a pod koniec I wojny światowej przemianowane na Volksstaat Hessen (Ludowa Republika Hesji).
Jeśli chodzi o Hesję-Kassel, to w roku 1806 Wilhelm I za swoje poparcie dla Prus został zdetronizowany przez Napoleona, a miasto Kassel stało się stolicą nowego Królestwa Westfalii rządzonego przez brata Napoleona Hieronima. Po klęsce Napoleona w 1813 roku Hesja-Kassel została odtworzona. Pomimo tego, że Święte Cesarstwo Rzymskie przestało istnieć, Wilhelm I zachował swój świeżo nabyty tytuł kurfürsta, gdyż dawał mu on wyższą rangę w porównaniu z kuzynem, wielkim księciem Hesji-Darmstadt.
W roku 1866 elektor Fryderyk Wilhelm I w wojnie austriacko-pruskiej stanął po stronie Austrii i dlatego po pruskim zwycięstwie jego ziemie zostały wcielone do Prus. Razem z wcielonymi do Prus ziemiami Nassau i z Frankfurtem nad Menem ziemie Hesji-Kassel utworzyły nową pruską prowincję o nazwie Hesja-Nassau (Hessen-Nassau).
Po II wojnie światowej większość terenów Wielkiego Księstwa Hesji wraz z Frankfurtem nad Menem i obszarem Waldeck utworzyły wraz z byłą pruską prowincją Hesja-Nassau kraj związkowy o nazwie Hesja. Wyjątkiem był okręg Montabaur, który poprzednio stanowił część Hesji-Nassau, a także leżąca na lewym brzegu Renu Hesja Reńska, które weszły w skład Nadrenii-Palatynatu. Wimpfen, które stanowiło enklawę Hesji-Darmstadt, weszło w skład Badenii-Wirtembergii.

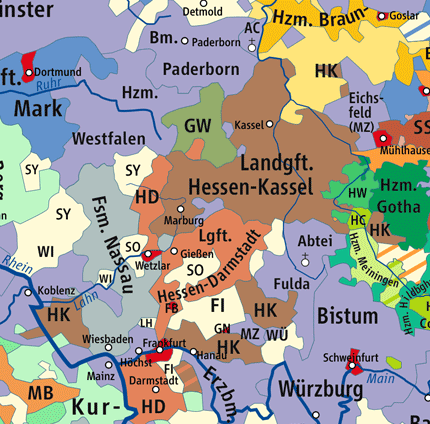
Podział polityczny obszaru dzisiejszej Hesji w 1789 r.

### Dawne państwa na terenie Hesji
- Landgrafostwo Hesji
- Hesja-Darmstadt
  - Wielkie Księstwo Hesji
- Hesja-Kassel
  - Elektorat Hesji
- Hesja-Marburg
- Hesja-Rheinfels
- Hesja-Homburg

## Gospodarka
Południowa część Hesji jest jednym z najbardziej uprzemysłowionych regionów w Niemczech. Znajdują się tam zakłady przemysłu chemiczno-farmaceutycznego, maszynowego, samochodowego, a przede wszystkim liczne banki (ok. 300) i inne przedsiębiorstwa usługowe we Frankfurcie nad Menem. Miasto Offenbach am Main kojarzone jest z obecnym tam przemysłem skórzanym, którego znaczenie w ostatnich latach silnie spadło.
Około 1/3 obszaru Hesji jest pod uprawami rolnymi.

### Najwięksi pracodawcy w Hesji

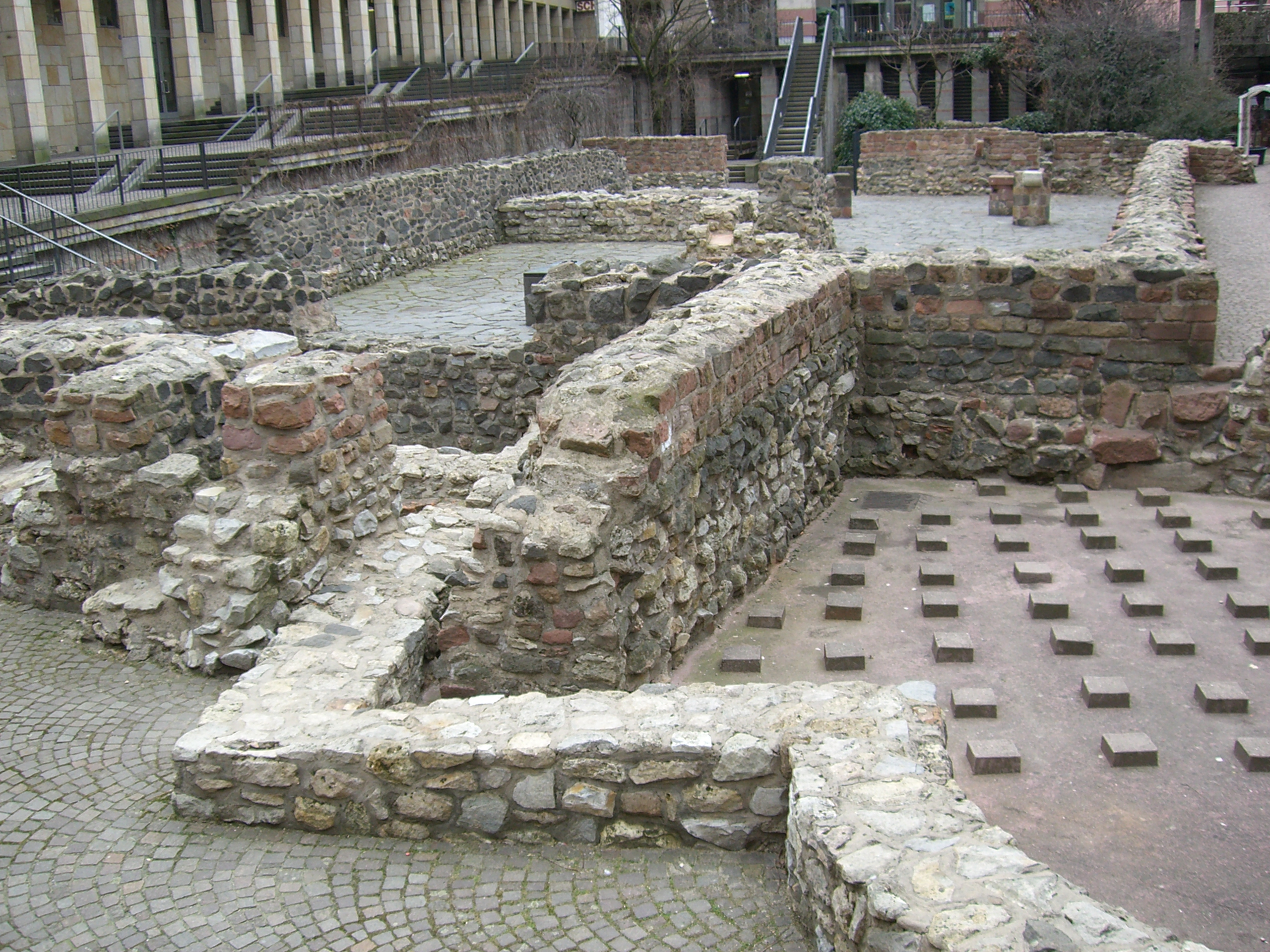
Pozostałości rzymskiej łaźni we Frankfurcie

1. Lufthansa
2. REWE Group(inne języki)
3. Deutsche Bahn AG
4. Adam Opel AG
5. Deutsche Bank AG
6. Commerzbank AG